# Список керівників держав 198 року
В даній статті представлені керівники державних утворень. Також фрагментарно зазначені керівники нижчих рівнів. З огляду на неможливість точнішого датування певні роки володарювання наведені приблизно.
Список керівників держав 198 року — це перелік правителів країн світу 198 року.
Список керівників держав 197 року — 198 рік — Список керівників держав 199 року — Список керівників держав за роками

## Європа
- Боспорська держава — цар Савромат II (174-210)
- Ірландія — верховний король Лугайд мак Кон (195-225)
- Римська імперія
  - імператор Септимій Север (193-211)
    - консул Публій Марцій Сергій Сатурнін (198)
    - консул Луцій Аврелій Галл (198)
      - Британія — Вірій Луп (197-200)
      - Нижня Германія — Гай Валерій Пуден (197-198/199)
      - Дакія — Полленій Ауспекс (197-200)
      - Нижня Мезія — Гай Овіній Тертулл (198-201)
      - Фракія — Тит Статілій Барбар (196-198)

## Азія
- Близький Схід
  - Адіабена — цар Нарсай (170-200)
  - Бану Джурам (Мекка) — шейх Мухад II аль-Асгар (190-206)
  - Велика Вірменія — цар Вагарш II (186-198); Хосров I (198-217)
- Іберійське царство — цар Рев I Справедливий (189-216)
- Індія
  - Кушанська імперія — великий імператор Васудева I (191-225)
  - Царство Сатаваханів — магараджа Шрі Яджня Сатакарні Сатавахана (178-207)
  - Західні Кшатрапи — Живадаман (197-199)
  - Чера — Тагадур Ерінда Перумшерал (185-201)
- Китай
  - Династія Хань — імператор Лю Сє (189-220)
    - шаньюй південних хунну Хучуцюань (195-216)
    - володар держави сяньбі Куйтоу (190—205)
- Корея
  - Когурьо — тхеван (король) Сансан (197-227)
  - Пекче — король Керу Чхого (166-214)
  - Сілла — ісагим (король) Нехе (196-230)
  - Осроена — Абгар IX (177-212)
- Персія
  - Парфія — шах Вологез IV (191/192-208)
- Сипау (Онг Паун) — Сау Кам К'яу (127-207?)
- Харакена — цар Мага (195-210)
- плем'я Хунну — шаньюй Хучуцюань (195-215)
- Японія — тенно (імператор) Тюай (191/192-200)
  - Віфінія і Понт — Квінт Тіней Сацердот (198-199)
  - Каппадокія — Гай Юлій Флакк Еліан (198-199)
- Ліньї — Шрі Мара (192—220)

## Африка
- Царство Куш — цар Терітедахатей (194-209)
  - Єгипет — Квіет Емілій Сатурнін (197-200)